# La Sauvetat-de-Savères
Pour les articles homonymes, voir La Sauvetat.
La Sauvetat-de-Savères est une commune du Sud-Ouest de la France, située dans le département de Lot-et-Garonne (région Nouvelle-Aquitaine).

## Géographie

### Communes limitrophes
Les communes limitrophes sont Cauzac, Puymirol, Saint-Caprais-de-Lerm, Saint-Martin-de-Beauville et Saint-Robert.
|                       | Cauzac                 |                           |
| Saint-Robert          | La Sauvetat-de-Savères | Saint-Martin-de-Beauville |
| Saint-Caprais-de-Lerm | Puymirol               |                           |

### Hydrographie
La Petite Séoune arrose la commune.

### Climat
Pour des articles plus généraux, voir Climat de la Nouvelle-Aquitaine et Climat de Lot-et-Garonne.
Historiquement, la commune est exposée à un climat océanique aquitain.  
En 2020, Météo-France publie une typologie des climats de la France métropolitaine dans laquelle la commune est exposée à un climat océanique altéré et est dans la région climatique Aquitaine, Gascogne, caractérisée par une pluviométrie abondante au printemps, modérée en automne, un faible ensoleillement au printemps, un été chaud (19,5 °C), des vents faibles, des brouillards fréquents en automne et en hiver et des orages fréquents en été (15 à 20 jours).
Pour la période 1971-2000, la température annuelle moyenne est de 13,6 °C, avec une amplitude thermique annuelle de 16,1 °C. Le cumul annuel moyen de précipitations est de 808 mm, avec 11,1 jours de précipitations en janvier et 6,5 jours en juillet. Pour la période 1991-2020, la température moyenne annuelle observée sur la station météorologique la plus proche, située sur la commune de Laroque-Timbaut à 7 km à vol d'oiseau, est de 14,0 °C et le cumul annuel moyen de précipitations est de 821,7 mm,. Pour l'avenir, les paramètres climatiques de la commune estimés pour 2050 selon différents scénarios d’émission de gaz à effet de serre sont consultables sur un site dédié publié par Météo-France en novembre 2022.

## Urbanisme

### Typologie
Au 1er janvier 2024, La Sauvetat-de-Savères est catégorisée commune rurale à habitat dispersé, selon la nouvelle grille communale de densité à sept niveaux définie par l'Insee en 2022.
Elle est située hors unité urbaine. Par ailleurs la commune fait partie de l'aire d'attraction d'Agen, dont elle est une commune de la couronne,. Cette aire, qui regroupe 81 communes, est catégorisée dans les aires de 50 000 à moins de 200 000 habitants,.

### Occupation des sols

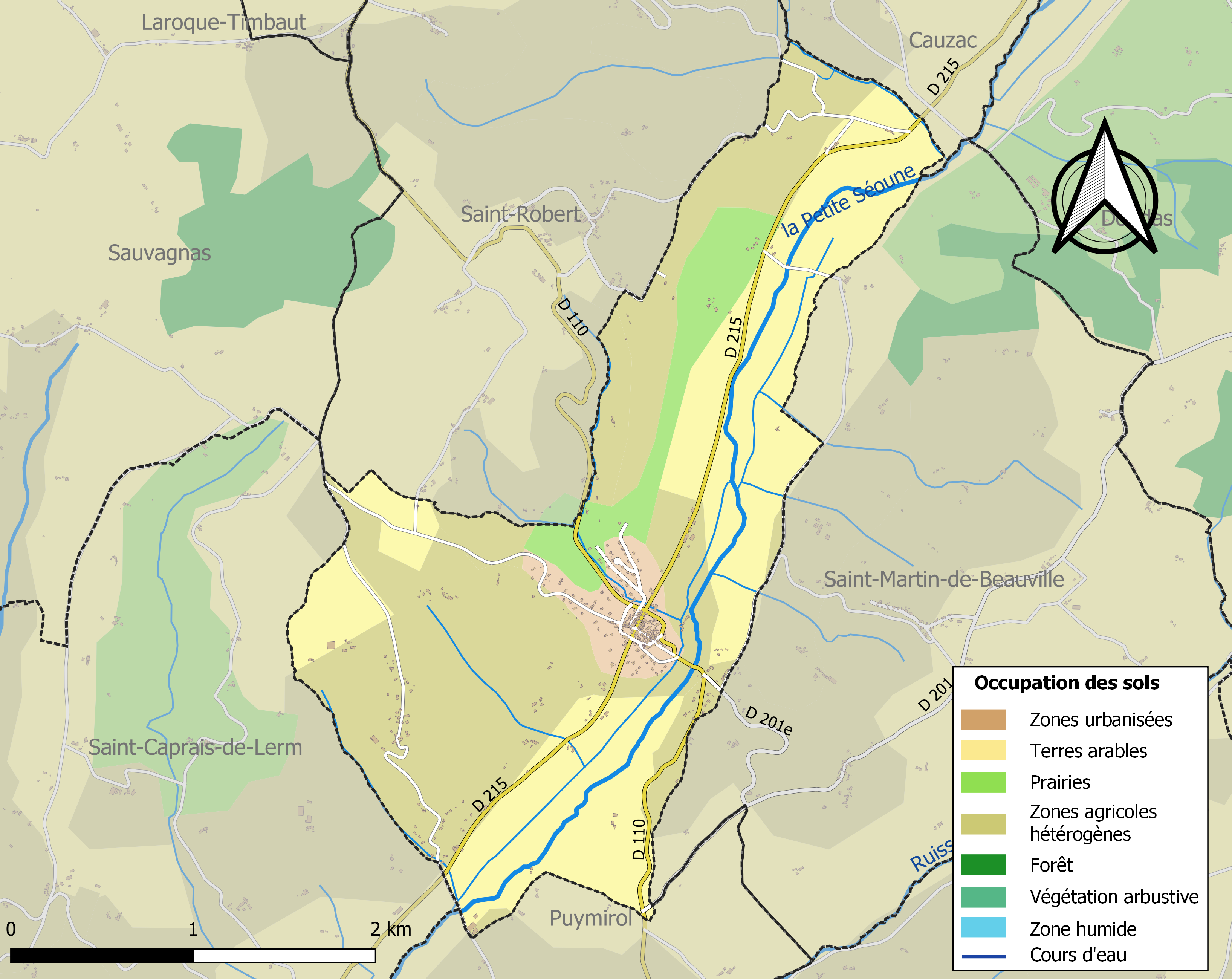
Carte des infrastructures et de l'occupation des sols de la commune en 2018 (CLC).

L'occupation des sols de la commune, telle qu'elle ressort de la base de données européenne d’occupation biophysique des sols Corine Land Cover (CLC), est marquée par l'importance des territoires agricoles (95 % en 2018), en diminution par rapport à 1990 (100 %). La répartition détaillée en 2018 est la suivante : 
zones agricoles hétérogènes (46,6 %), terres arables (40,5 %), prairies (7,8 %), zones urbanisées (5 %). L'évolution de l’occupation des sols de la commune et de ses infrastructures peut être observée sur les différentes représentations cartographiques du territoire : la carte de Cassini (XVIIIe siècle), la carte d'état-major (1820-1866) et les cartes ou photos aériennes de l'IGN pour la période actuelle (1950 à aujourd'hui).

### Risques majeurs
Le territoire de la commune de La Sauvetat-de-Savères est vulnérable à différents aléas naturels : météorologiques (tempête, orage, neige, grand froid, canicule ou sécheresse), inondations, mouvements de terrains et séisme (sismicité très faible). Il est également exposé à un risque technologique, le risque nucléaire. Un site publié par le BRGM permet d'évaluer simplement et rapidement les risques d'un bien localisé soit par son adresse soit par le numéro de sa parcelle.

#### Risques naturels
Certaines parties du territoire communal sont susceptibles d’être affectées par le risque d’inondation par une crue à  débordement lent de cours d'eau, notamment la Petite Séoune. La commune a été reconnue en état de catastrophe naturelle au titre des dommages causés par les inondations et coulées de boue survenues en 1982, 1993, 1999, 2007 et 2009,.
Les mouvements de terrains susceptibles de se produire sur la commune sont des tassements différentiels.

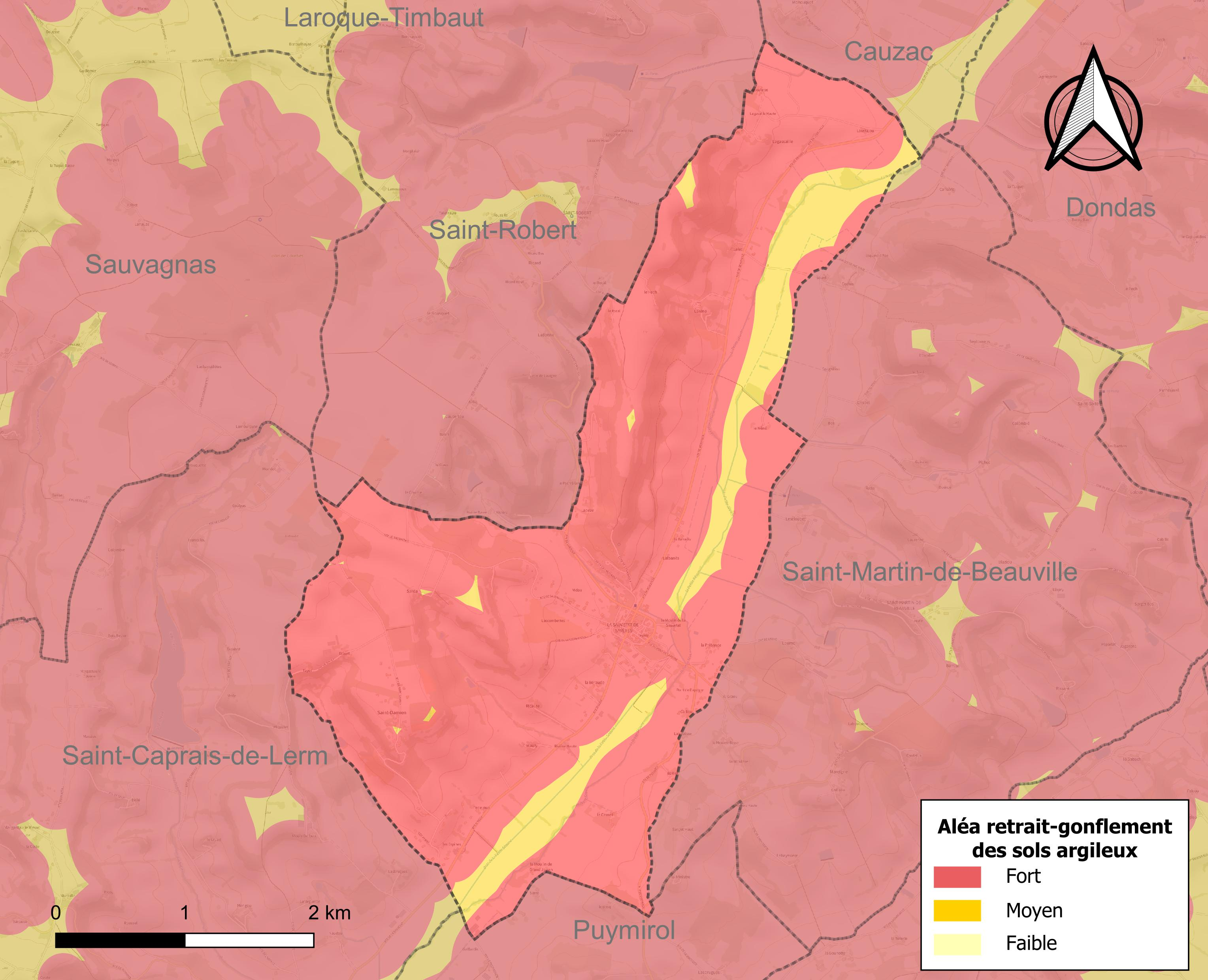
Carte des zones d'aléa retrait-gonflement des sols argileux de La Sauvetat-de-Savères.

Le retrait-gonflement des sols argileux est susceptible d'engendrer des dommages importants aux bâtiments en cas d’alternance de périodes de sécheresse et de pluie. La totalité de la commune est en aléa moyen ou fort (91,8 % au niveau départemental et 48,5 % au niveau national). Depuis le 1er octobre 2020, en application de la loi ELAN, différentes contraintes s'imposent aux vendeurs, maîtres d'ouvrages ou constructeurs de biens situés dans une zone classée en aléa moyen ou fort,.
Concernant les mouvements de terrains, la commune a été reconnue en état de catastrophe naturelle au titre des dommages causés par la sécheresse en 1989, 2002, 2003, 2005, 2009 et 2011 et par des mouvements de terrain en 1999.

#### Risque technologique
La commune étant située dans le périmètre du plan particulier d'intervention (PPI) de 20 km autour de la centrale nucléaire de Golfech, elle est exposée au risque nucléaire. En cas d'accident nucléaire, une alerte est donnée par différents médias (sirène, sms, radio, véhicules). Dès l'alerte, les personnes habitant dans le périmètre de 2 km se mettent à l'abri. Les personnes habitant dans le périmètre de 20 km peuvent être amenées, sur ordre du préfet, à évacuer et ingérer des comprimés d’iode stable,,.

## Toponymie
Une sauveté est un habitat créé au XIe siècle par l'Église. Comparables aux bastides décidées par le roi ou un autre suzerain civil, ces nouveaux villages sont peuplés de colons qui, en s'y installant, obtiennent la liberté. Plusieurs villages portent le nom de Sauvetat en Gascogne ou en Auvergne ou ses dérivés occitans Salvetat ou francisés, Sauveterre.

## Histoire

### Seconde Guerre Mondiale
Un groupe restreint de résistants Corps Franc Pommiès se constituait, sous conduite de l'instituteur Diney qui était en relation étroite avec le groupe de Saint-Pierre-de-Clairac, village voisin. Village, où l'après-midi du 7 juin 1944 s'est déroulée la terrible tragédie perpétrée par les nazis, qui laissa 11 victimes et 11 orphelins.

## Héraldique
| Blason de Sauvetat-de-Savères (La) | Blason  | De gueules au pont droit de trois arches alésé d’or sommé d’une tour du même ouverte et ajourée de sable, au chef aussi d’or chargé de trois croisettes aussi de sable. |
| Blason de Sauvetat-de-Savères (La) | Détails | Le statut officiel du blason reste à déterminer. |

## Politique et administration
| Période                                  | Période      | Identité             | Étiquette | Qualité             |
| ---------------------------------------- | ------------ | -------------------- | --------- | ------------------- |
| mars 1965                                | octobre 1999 | Louis Moynie         |           |                     |
| octobre 1999                             | En cours     | Jean-Jacques Lambrot | DVD       | Exploitant agricole |
| Les données manquantes sont à compléter. |              |                      |           |                     |

## Démographie
L'évolution du nombre d'habitants est connue à travers les recensements de la population effectués dans la commune depuis 1793. Pour les communes de moins de 10 000 habitants, une enquête de recensement portant sur toute la population est réalisée tous les cinq ans, les populations de référence des années intermédiaires étant quant à elles estimées par interpolation ou extrapolation. Pour la commune, le premier recensement exhaustif entrant dans le cadre du nouveau dispositif a été réalisé en 2006.

En 2022, la commune comptait 482 habitants, en évolution de −10,58 % par rapport à 2016 (Lot-et-Garonne : −0,18 %, France hors Mayotte : +2,11 %).
| 1793  | 1800 | 1806 | 1821 | 1831 | 1836 | 1841 | 1846 | 1851 |
| ----- | ---- | ---- | ---- | ---- | ---- | ---- | ---- | ---- |
| 2 800 | 579  | 507  | 554  | 572  | 565  | 573  | 542  | 502  |

| 1856 | 1861 | 1866 | 1872 | 1876 | 1881 | 1886 | 1891 | 1896 |
| ---- | ---- | ---- | ---- | ---- | ---- | ---- | ---- | ---- |
| 488  | 465  | 454  | 417  | 410  | 404  | 404  | 415  | 383  |

| 1901 | 1906 | 1911 | 1921 | 1926 | 1931 | 1936 | 1946 | 1954 |
| ---- | ---- | ---- | ---- | ---- | ---- | ---- | ---- | ---- |
| 358  | 382  | 361  | 283  | 277  | 281  | 295  | 308  | 282  |

| 1962 | 1968 | 1975 | 1982 | 1990 | 1999 | 2006 | 2011 | 2016 |
| ---- | ---- | ---- | ---- | ---- | ---- | ---- | ---- | ---- |
| 308  | 303  | 284  | 260  | 312  | 349  | 474  | 537  | 539  |

| 2021 | 2022 | - | - | - | - | - | - | - |
| ---- | ---- | - | - | - | - | - | - | - |
| 496  | 482  | - | - | - | - | - | - | - |

## Lieux et monuments

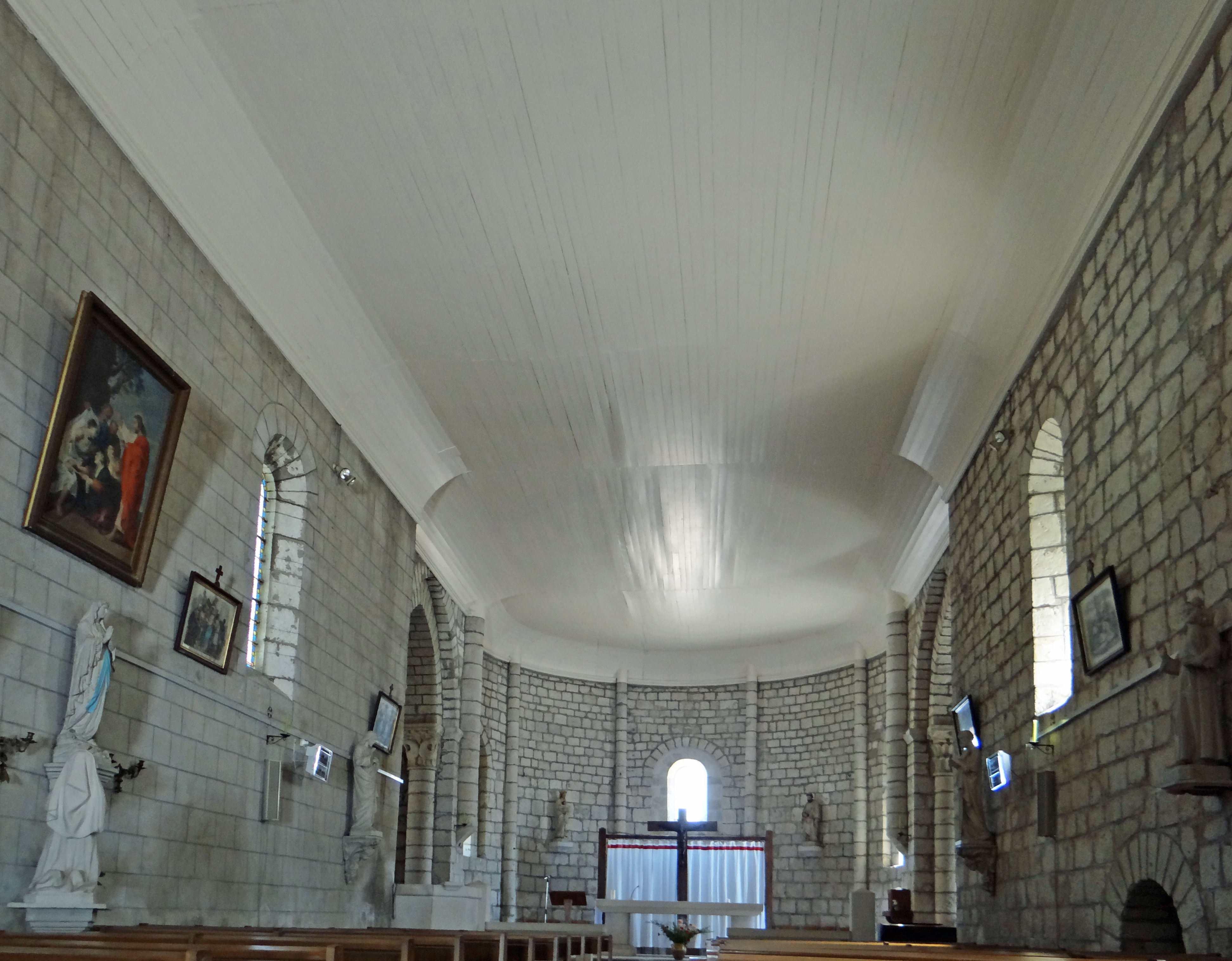
La nef de l'église Saint-Pierre.

- Église Saint-Pierre de La Sauvetat-de-Savères.
- Église Saint-Damien de Saint-Damien.

## Personnalités liées à la commune
- Bernard de Sédirac dit de La Sauvetat, évêque de Tolède vers 1050 (Origine sans certitude, il y a un autre La Sauvetat dans le Gers).